# Salsola sericea
Salsola sericea är en amarantväxtart som beskrevs av William Aiton. Salsola sericea ingår i släktet sodaörter, och familjen amarantväxter. Inga underarter finns listade i Catalogue of Life.